# 郑小秋
郑小秋（1910年—1989年），原名郑鸿彬，男，广东潮阳人，生于上海，中国电影演员、导演，中国电影家协会理事。演出代表作有《孤儿救祖记》、《火烧红莲寺》、《啼笑因缘》、《姊妹花》等。

## 家庭
父亲郑正秋。